# Alchemilla haumannii
Alchemilla haumannii är en rosväxtart som beskrevs av Werner Hugo Paul Rothmaler. Alchemilla haumannii ingår i släktet daggkåpor, och familjen rosväxter. Inga underarter finns listade i Catalogue of Life.